# Подводна маска
Подводната маска (или водолазна маска) е елемент от екипировката на водолаза. Тя му позволява да вижда ясно под водата, като осигурява въздушно пространство пред очите му.

Съществуват различни модели водолазни маски. Полулицевите маски (наричани обикновено „маски“) закриват очите и носа и са най-разпространените във водолазната практика, особено за спортни и развлекателни цели. Състоят се от маншет, стъкло (или стъкла) и еластична лента за прикрепване за главата. Маншетът се изработва от неопрен или силикон. Силиконовите маски са по-скъпи, но са много по-дълготрайни (4 – 5 пъти) от неопреновите; маншетът е по-мек и по-плътно прилепва към лицето, за което допринася и V-образната му форма. 
При непосредствен контакт на очите с водата образът не е фокусиран и предметите се виждат неясни и размазани. На по-голяма дълбочина водното налягане оказва неблагоприятен ефект върху очите. Въздухът в маската възстановява нормалното фокусиране на образа, но поради рефракцията предметите се виждат с около 1/4 по-близо и по-големи, отколкото са в действителност.
Стъклото на маската е темперирано, за да се избегне нараняване при евентуално счупване. Лентата за пристягане към главата е неопренова или силиконова и се прикрепва към маската с механизъм за бързо и лесно отпускане и затягане. Стремежът при проектирането и изработването на маската е тя да отговаря на следните изисквания:
- да осигурява плътно прилепване към лицето (добра херметичност);
- да не предизвиква неудобство, болки, претриване;
- да се достига носът лесно, за да се извършва процедурата по изравняване на налягането в средното ухо;
- да се осигурява възможно най-голям ъгъл на видимост;
- да има възможно най-малък вътрешен обем.